# Capitalização de mercado
Capitalização de mercado ou capitalização bolsista de uma empresa de capital aberto é  uma estimativa do valor de mercado dessa empresa  de acordo com as expectativas acerca de condições econômicas e monetárias futuras. Corresponde ao valor total das ações negociáveis da empresa, considerando-se a cotação dessas ações no mercado, Esse valor é obtido mediante a multiplicação do preço unitário das ações da empresa no mercado pelo número de ações em circulação. A capitalização  de mercado pode ser usada  como um proxy para a opinião do público acerca do valor da empresa.
Uma empresa inteiramente de capital aberto, incluindo todos os seus ativos, pode ser comprada e vendida livremente através da compra e venda de suas ações. Esse movimento de compra e venda determinará o preço das ações da empresa. Muitas empresas têm um acionista dominante, que pode ser uma entidade governamental, um fundo de pensão, uma família ou outra empresa. Especulações em torno de fatos que possam alterar as expectativas de lucro, tais como eventuais  fusões e aquisições, também podem influir sobre o preços das ações.
Chama-se  capitalização bursátil  ou  capitalização bolsista de uma bolsa de valores  ao somatório do valor de todas as ações (de todas as companhias) negociadas na bolsa de valores. Na BM&F Bovespa, por exemplo, existem atualmente (março de 2012)  372 empresas listadas. Ao somar o valor da totalidade das ações de todas essas empresas, com base no preço a que essas ações foram negociadas em uma determinada data,  obtém-se a capitalização bursátil referente àquela data. Em março de 2012, a capitalização bursátil da BM&F Bovespa foi de aproximadamente 1,4 trilhão de dólares.

## Maiores capitalizações
Em setembro de 2010, a oferta de ações que a Petrobras iniciou para se capitalizar era esperada como a maior já feita em todos os mercados de capitais do mundo. Estimada em até US$ 72,8 bilhões (R$ 127,4 bilhões), a captação representava o dobro da maior oferta realizada até então - a da Nippon Telégrafos e Telefonia no Japão, em 1987, que rendeu US$ 36,8 bilhões à companhia.
A lista completa das maiores capitalizações, segundo a Thomson Reuters, é a seguinte: 
1. Petrobras - US$ 72,8 bilhões - Brasil (2010)
2. Nippon Telégrafos e Telefonia - US$ 36,8 bilhões - Japão (1987)
3. Royal Bank of Scotland Group - US$ 24,4 bilhões - Reino Unido (2008)
4. Lloyds - US$ 22,5 bilhões - Reino Unido (2009)
5. Nippon Telégrafos e Telefonia - US$ 22,4 bilhões - Japão (1988)
6. Banco Agrícola da China - US$ 22,1 bilhões - China (2010)
7. Banco Industrial e Comercial da China - US$ 22,0 bilhões - China (2006)
8. Visa - US$ 19,7 bilhões - EUA (2008)
9. HSBC - US$ 19,4 bilhões - Reino Unido (2009)
10. Fortis - US$ 19,3 bilhões - Bélgica (2007)

## Descrição
A capitalização bolsista é por vezes utilizada para classificar a dimensão das empresas. Mede apenas a componente de capital próprio da estrutura de capital de uma empresa e não reflecte a decisão da administração quanto à quantidade de dívida (ou alavancagem) utilizada para financiar a empresa. Uma medida mais abrangente da dimensão de uma empresa é o valor da empresa (VE), que tem em conta as dívidas pendentes, as acções preferenciais e outros factores. Para as empresas de seguros, tem sido utilizado um valor designado por valor incorporado (EV).
É também utilizado para classificar a dimensão relativa das bolsas de valores, sendo uma medida da soma das capitalizações de mercado de todas as empresas cotadas em cada bolsa de valores. A capitalização total das bolsas de valores ou das regiões económicas pode ser comparada com outros indicadores económicos (por exemplo, o indicador Buffett). A capitalização bolsista total de todas as empresas cotadas em bolsa em 2020 era de aproximadamente 93 biliões de dólares.